# Моро, Никола
Ни́кола Мо́ро (хорв. Nikola Moro; род. 12 марта 1998, Солин, Сплитско-Далматинская жупания) — хорватский футболист, полузащитник «Болоньи» и сборной Хорватии.

## Клубная карьера
Воспитанник загребского «Динамо». С сезона 2015/16 привлекался к тренировкам с основным составом, с сезона 2016/17 — игрок основного состава. 14 мая 2016 года дебютировал в хорватском чемпионате в поединке против «Локомотивы», выйдя на поле в стартовом составе и проведя весь матч. 25 апреля 2017 года забил первый гол в карьере, в ворота «Славена Белупо».
17 августа 2020 года было объявлено о переходе Моро в московское «Динамо».

## Карьера в сборной
Был основным игроком юношеских и молодёжных сборных Хорватии. Участвовал в отборочных раундах к юношеским чемпионатам Европы. Участник чемпионата Европы 2015 года среди юношей до 17 лет, игрок основного состава. Вместе со сборной вышел в плей-офф турнира. Капитан команды и автор победного гола в стыковом матче за право участие в чемпионате мира среди юношей. Участник чемпионата мира 2016 года среди юношей до 17 лет.
16 августа 2021 года впервые был вызван в основную сборную Хорватии.

## Достижения
«Динамо» (Загреб)
- Чемпион Хорватии: 2015/16, 2017/18
- Серебряный призёр чемпионата Хорватии: 2016/17
- Обладатель Кубка Хорватии: 2017/18

«Болонья»
- Обладатель Кубка Италии: 2024/25